# 거영도시
거영도시(일본어: 巨影都市, Kyoei Toshi)는 플레이스테이션 4용으로 그란젤라가 개발한 비디오 게임이다. 그란젤라는 이 게임이 절체절명도시 게임 시리즈의 정신적 후속작임을 확인시켜 주었으며 해당 시리즈에 등장하는 여러 캐릭터들이 이 게임에 카메오로 출연한다. 이 게임의 목표는 괴수, 거대 로봇, 히어로들간의 전투에 의해 파괴된 도시로부터 탈출하는 것이다. 이들 캐릭터들은 일본의 애니메이션 및 실사 영화 및 TV 시리즈 고지라, 울트라 시리즈, 가메라, 기동경찰 패트레이버, 신세기 에반게리온의 등장인물들이다.

## 캐스팅
- 사토 타쿠야 (성우) - 미사키 켄 역
- 아케사카 사토미 - 마츠바라 미하루 역
- 우에다 레이나 - 코우노 유키 역
- 다케우치 료타 - 오츠카 히데야스 역
- 카이다 유코 - 카시와기 리사 역
- 카와이 미노루 - 시바타 료지 역
- 나라 토오루 - 무토 카츠히로 역
- 시가 마도카 - 후지와라 토루 역